# 能勢修一
能勢 修一（のせ しゅういち、1951年6月17日 - 2005年8月17日）は、日本の物理学者。慶應義塾大学教授。理学博士（京都大学・1979年）。

## 人物
京都府出身。京都大学理学部化学科卒業、同大学院修了。慶應義塾大学教授。
専門は統計物理学。計算物理学。分子動力学の計算において従来よりも温度を的確に制御できる手法を提案した1984年の2つの論文で最もよく知られている。この手法はウィリアム・G・フーバーによって後に改良され、Nosé–Hoover法と呼ばれている。この手法は構造相転移の分子動力学計算などに広く利用されている。
米沢冨美子と学問上の結びつきが強かった。

## 略歴
- 1974年 - 京都大学理学部化学科を卒業
- 1979年 - 京都大学大学院理学研究科博士課程を修了、京都大学より理学博士の学位を取得
- 1981年 - カナダ国立研究所リサーチ・アソシエイト
- 1984年 - 慶應義塾大学助手
- 1988年 - 慶應義塾大学講師
- 1989年 - 慶應義塾大学助教授
- 1989年 - 日本IBM科学賞を受賞
- 2004年 - 慶應義塾大学教授
- 2005年8月 - 前立腺がんにより死去[1]

### 追悼文
- Yosuke Kataoka; Michael L. Klein (2006). “Shuichi Nosé”. Physics Today 59:  67. doi:10.1063/1.2186290 2013年6月30日閲覧。.
- 片岡洋右「能勢修一さんの足跡をたどる」『日本化学会情報化学部会誌』第24巻、2006年、6頁、doi:10.11546/cicsj.24.6。
- William Graham Hoover (2005年). “Nosé Shuichi, In Memoriam” (PDF). 2017年5月11日閲覧。